# Samurai (personaggio)
Samurai è un supereroe nella serie animata I Superamici creata da Hanna-Barbera. Il suo vero nome è Toshio Eto, ed è di origine giapponese. È una delle aggiunte successive alla squadra di supereroi (insieme ad altri eroi di diverse etnie) per promuovere la diversità culturale. Viene doppiato da Jack Angel, che da voce anche a Flash e Hawkman.
Oltre a creare diversità, Samurai, in un certo senso, prende il posto di Red Tornado, con il quale condivide abilità di manipolazione del vento. Dopo sporadiche apparizioni, Samurai diventa un membro prominente del team nelle ultime stagioni della serie.
Samurai appare anche nella miniserie Super Powers edita dalla DC Comics. È stata prodotta anche una action figure nella linea Super Powers Collection prodotta da Kenner. Un personaggio simile a Samurai appare in Crisi infinita. In realtà, Samurai ha la sua prima apparizione nei fumetti diversi anni più tardi durante il ciclo Nel giorno più splendente.

## Biografia del personaggio
Pur non essendo nemmeno simile ad un tradizionale samurai, Samurai si attiene al codice del Bushidō. Anche se possiede diversi poteri, si affida spesso alla sola manipolazione del vento. Infatti può volare creando piccoli tornado sotto di sé e può emanare potenti raffiche dalle sue mani che possono respingere anche grandi oggetti.
Oltre a questo, Samurai può contare su altre abilità che ha appreso durante gli anni trascorsi allenandosi nelle arti più antiche, che invoca parlando in giapponese:
- Kaze no Yō ni Hayaku — Il potere che usa più spesso. Tutto il corpo di Samurai (eccetto la testa) diviene un potente tornado che gli permette di viaggiare ad alta velocità e di prendere o lanciare oggetti intorno a sé. Verso il termine della serie, appare frequentemente con la sola parte bassa del corpo tramutata in tornado. La frase significa "rapido come il vento".
- Tōmei Ningen — Questa abilità permette a Samurai di diventare invisibile. La frase significa "uomo trasparente".
- Igo Moen — Con questa tecnica, usata raramente, Samurai ingloba sé stesso nelle fiamme. La prima parola non è propriamente giapponese, ma la seconda significa "grande fiamma".
- Hi ga Moe - Permette di creare illusioni in grado di ingannare l'avversario. Tutte le volte che l'ha usata, ha creato l'illusione del fuoco per spaventare i suoi assalitori.

### Origini
Il suo vero nome è Toshio Eto, e fu professore di storia prima di diventare un supereroe. Un giorno, Eto fu colpito da un bagliore intenso inviatogli dai Nuovi Dei di Nuova Genesi, che stavano creando nuovi supereroi per difendere il mondo da Darkseid.

## Versioni alternative
Wind Dragon è un personaggio che compare nella serie animata Justice League Unlimited ed è a capo del team di supereroi Ultimen, approvato dal governo. La sua voce è quella di James Sie.
Come leader degli Ultimen, Wind Dragon è sia loro comandante che relatore verso il pubblico. Anche se sembra possedere una forte morale, è abbastanza egoista e non si oppone a svendere l'immagine della sua squadra per denaro. Il suo potere è la manipolazione del vento tanto da permettere il volo (per sé stesso o per più persone) e da creare raffiche in grado di colpire i nemici o spostare pesanti oggetti. Ricorda che si è ispirato a Superman da bambino e da lì è nato il desiderio di diventare supereroe.
Nella prima apparizione degli Ultimen (nell'episodio "Ultimatum"), Wind Dragon ha la possibilità di combattere insieme al suo idolo, per salvare una piattaforma petrolifera. Anche se è rimasto deluso dal fatto che Superman invecchi, è ancora rispettoso nei suoi confronti. Comunque, a causa di alcuni obblighi dei suoi benefattori, non gli viene permesso l'accesso alla Justice League, nonostante le suppliche di Long Shadow, suo compagno di squadra. Durante il volo, Wind Dragon è capace di creare un vortice di vento freddo per raffreddare le creature di lava che stavano attaccando la piattaforma, un potere che non aveva mai esibito prima. Rivolge quindi la sua attenzione ai media, facendo un discorso che fa lamentare anche Superman.
Maxwell Lord, interessato al nuovo potere di Wind Dragon, riunisce gli Ultimen per dei test. Durante questi test, Long Shadow ascolta Lord parlare di certi esperimenti e decide di indagare. Il team comprende in verità di essere dei cloni prodotti dal Progetto Cadmus e che le loro vite solo alla loro fine a causa di un errore nella clonazione.
Disilluso, Wind Dragon ordina ai Ultimen di trovare il responsabile, Amanda Waller, ma la Justice League interviene e ha una nuova idea: se riescono a sconfiggere la Justice League, il mondo non li scorderà mai, senza eccezione. Focalizza la sua attenzione su Superman, quasi uccidendolo per soffocamento, creando un vortice intorno a lui, ma viene fermato da Long Shadow, che dice che uccidere il proprio idolo andrebbe contro ogni cosa nella quale credeva. Wind Dragon comprende il suo errore e si calma. Dopodiché, lui e gli Ultimen, eccetto Long Shadow che rimane nella Justice League, tornano in custodia del Progetto Cadmus ad attendere la loro morte.
Un esercito di cloni Ultimen viene creato più tardi dal Progetto Cadmus per eliminare la Justice League una volta per tutte, che viene sconfitta. In particolare, tre cloni di Wind Dragon combattono contro Red Tornado.

## Altri media

### Fumetti
In aggiunta al suo cameo in Crisi sulle Terre infinite numero 5 (8/1985), Samurai apparse nel crossover Justice League/Justice Society of America nella serie Nel Giorno più Splendente. Toshio è uno degli eroi impazziti a causa dei poteri di Alan Scott, e distrugge la città di Tokio con la manipolazione del vento. Viene sconfitto da Jesse Quick e Congorilla.

### Giocattoli
Samurai è incluso nella Wave 18 della Mattel, insieme ad altre action figures dei Superamici.